# Cantone di Royère-de-Vassivière
Il Cantone di Royère-de-Vassivière era una divisione amministrativa dell'arrondissement di Aubusson.
A seguito della riforma approvata con decreto del 17 febbraio 2014, che ha avuto attuazione dopo le elezioni dipartimentali del 2015, è stato soppresso.

## Composizione
Comprendeva i comuni di:
- Le Monteil-au-Vicomte
- Royère-de-Vassivière
- Saint-Junien-la-Bregère
- Saint-Martin-Château
- Saint-Moreil
- Saint-Pardoux-Morterolles
- Saint-Pierre-Bellevue